# Ладзарони, Давид
Давид Ладзарони (фр. David Lazzaroni, род. 4 февраля 1985 года, в Эшироль, Франция) — бывший французский прыгун с трамплина, участник Олимпийских игр в Ванкувере.

## Биография
В Кубке мира Ладзарони дебютировал в 2002 году, в марте 2007 года первый раз попал в десятку лучших на этапе Кубка мира. Всего на своём счету имеет 9 попаданий в десятку на этапах Кубка мира, 3 в личных и 6 в командных соревнованиях. Лучшим результатом Ладзарони в итоговом общем зачёте Кубка мира является 23-е место в сезоне 2007-2008.
На Олимпиаде-2010 в Ванкувере стартовал в трёх дисциплинах: стал 9-м в команде, 47-м на нормальном трамплине и 34-м на большом трамплине.
За свою карьеру участвовал в трёх чемпионатах мира, лучший результат 8-е место в команде на чемпионате-2009 в Либереце, в личных соревнованиях не поднимался выше 8-го места.
Использовал лыжи производства фирмы Rossignol.
По окончании сезона 2009-10 Давид Ладзарони объявил о завершении спортивной карьеры, в настоящее время работает спасателем.